# Agencja ratingowa
Agencja ratingowa (ang. credit rating agency) – osoba prawna, której działalność obejmuje wystawianie ratingów kredytowych.
W wyniku oceny wiarygodności kredytowej podmiotów pożyczających pieniądze: spółek, funduszy, banków, organizacji i rządów państw, przyznawany jest im rating kredytowy, będący miarą ryzyka związanego z inwestycją w oceniane papiery dłużne. Agencja ratingowa wystawia w ten sposób swoją opinię, co do stabilności podmiotu pożyczającego, czyli ryzyka jego niewypłacalności, popierając tę opinię odpowiednimi argumentami oraz swoją reputacją. W razie bankructwa wysoko ocenionej firmy agencja nie oddaje pieniędzy obligatariuszom. Agencje ratingowe odgrywają ważną rolę w świecie inwestycyjnym, gdyż rating stał się podstawowym wskaźnikiem oceny inwestycji dłużnej.
Rynek agencji ratingowych jest zdominowany przez kilka wielkich firm działających w skali całego świata. W Stanach Zjednoczonych 5 firm ratingowych uzyskało status Nationally Recognized Statistical Rating Organization, który jest przyznawany przez United States Securities and Exchange Commission. Są to: Fitch Ratings, Moody’s, S&P Global Ratings, A. M. Best i Dominion Bond Rating Service. Lista ta jest tożsama z największymi graczami na tym rynku w skali światowej. Oprócz tego na rynku działa kilka firm i instytucji, które pełnią rolę narodowych agencji ratingowych w swoich krajach, np. Japan Credit Rating Agency, czy Malaysian Rating Corporation. Ich oceny wiarygodności kredytowej mają jednak mniejszą wagę w skali międzynarodowej, choć stanowią lokalnie przeciwwagę dla ratingów publikowanych przez „amerykańską piątkę”.